# Compañía Chilena de Navegación Interoceánica

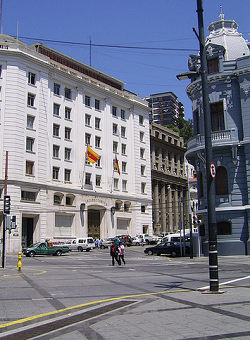
Edificio principal - Valparaíso

La Compañía Chilena de Navegación Interoceánica (CCNI), fue una compañía internacional dedicada al transporte marítimo 
de carga con presencia en cuatro continentes, la segunda más importante de Chile y la trigésima novena nivel mundial según Alpha Liner. Año a año, transporta distintos tipos de carga, entre los que destacan:

- Contenedores (carga seca, refrigerada y congelada),
- Carga fraccionada (cobre, productos forestales, cargas de proyecto) y
- Vehículos (automóviles, camiones, buses y maquinarias).

Estos servicios, se ofrecen en distintas zonas geográficas como Sudamérica, Norteamérica, Centroamérica, Golfo de México y Caribe, 
Europa del Norte, Mediterráneo europeo, África y Asia, cubriendo todos los requerimientos de sus clientes. Los puertos atendidos con recaladas directas, se complementan con conexiones vía transbordos y redes de transporte interior, creando una poderosa oferta de servicios de transporte.

## Historia
CCNI nació en 1930, cuando dos empresas con base en Punta Arenas, Chile,decidieron crear la Compañía Chilena de Navegación Interoceánica en Valparaíso, con el objetivo de establecer servicios marítimos entre los puertos del Atlántico Sur y el Pacífico Sur, a través del Estrecho de Magallanes.

El 31 de marzo de 1930, se publicó en el Diario Oficial el Decreto Supremo No 1.684, otorgando el nacimiento legal a la Compañía Chilena de Navegación Interoceánica S.A., firmado por Su Excelencia el Presidente de la República, don Carlos Ibáñez del Campo. 
La flota inicial estuvo integrada por los vapores “Valparaíso”, “Santiago” y “Atacama”, los que en conjunto sumaban 11.676 toneladas de registro. 

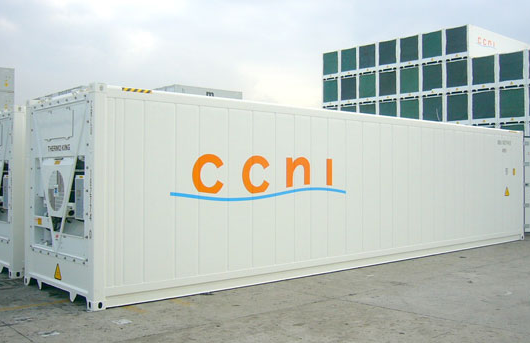
Contenedor Reefer

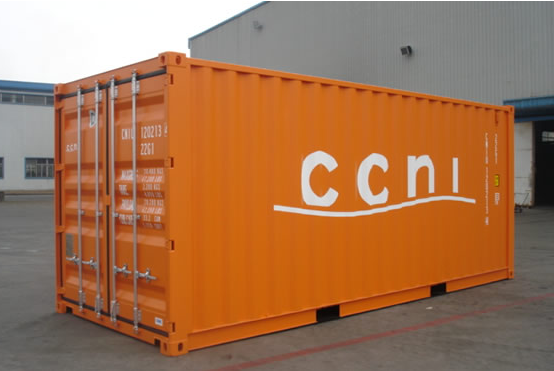
Contenedor Dry

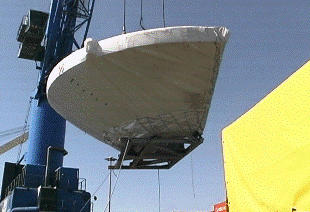
Proyecto ALMA

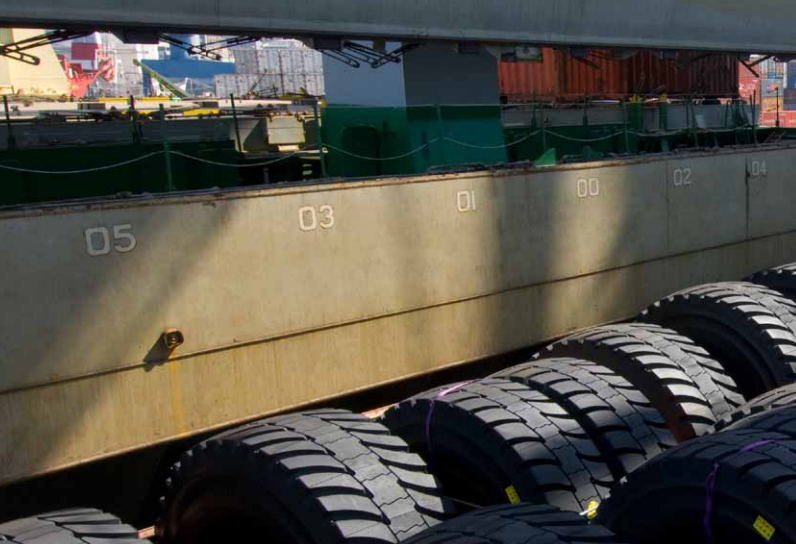
Carga Break Bulk

Hasta principios de los años 50, la Compañía focalizó su gestión en países del continente americano, llegando en 1953 a ofrecer un servicio regular al Pacífico norteamericano, el que partía desde Chile, y atendía los puertos de Perú, Ecuador, Colombia, Centroamérica, México, Estados Unidos y Canadá.

El año 1946 la Compañía emprendió un importante plan de renovación de la flota, mediante la adquisición de cuatro naves tipo C1-MA-V1 en Estados Unidos, utilizadas durante la Segunda Guerra Mundial. Estas fueron las primeras naves a propulsión diésel de CCNI, ya que hasta ese entonces toda la flota era propulsada a vapor.

En 1946 se construye el Edificio Interoceánica ubicado en el puerto de Valparaíso, en donde hasta la actualidad se ubican las oficinas de la Compañía. 

En 1961, CCNI adquirió la empresa Agencias Universales S.A., AGUNSA, cuyo giro era prestar servicios de agenciamiento general y portuario a naves. 

Luego, en 1972, la Corporación de Fomento de la Producción (CORFO), entidad estatal chilena, adquirió el 92,9% de las acciones de CCNI.

En 1983, La Corporación de Fomento de la Producción vendió el 50% de las acciones de CCNI que eran de su propiedad, equivalente al 46% del total de las acciones emitidas por la Compañía. Más tarde, en 1985, vendió el 54% restante de las acciones.

Otro hito, fue la adquisición, en 1986, del Pure Car Carrier “Andino”, la primera nave de este tipo entre las navieras chilenas, destinada para atender el tráfico desde Oriente a las costas del Pacífico Sur.

En 1989, CCNI se dividió en dos sociedades, una que conservó el mismo nombre y giro de la Compañía, y otra con el nombre de Inversiones Cabo Froward S.A. 

En esta última se incluyó la propiedad de AGUNSA. Durante 1995, se estableció un nuevo servicio al Asia Pacífico, con frecuencia semanal, especializado en el transporte de contenedores para cubrir el tráfico entre los países de la costa oeste de Sudamérica y Japón, Corea del Sur, Taiwán, Hong Kong y Singapur, conectando con los principales países del sudeste de Asia y el subcontinente indio. 

En 1996, en conjunto con una línea marítima española, se creó un servicio para el transporte de carga general, suelta y en contenedores, entre la costa oest

Durante los últimos 25 años la economía chilena, así como la de otros países de Sudamérica, se ha caracterizado por mantener una política de inserción internacional, abriendo así sus economías al mundo, en todos sus sectores. Es en este contexto, que el número de acuerdos comerciales suscritos por Chile casi se han cuadriplicado respecto a comienzos de los noventa, al registrar un total 
de 24 acuerdos negociados y suscritos (9 Tratados de Libre Comercio, 2 Acuerdos de Asociación, 8 Acuerdos de Complementación Económica y un Acuerdo de Alcance Parcial), además de cuatro acuerdos en proceso de negociación. 

Para hacer frente a este nuevo escenario, CCNI inauguró el 2003 dos nuevos servicios para atender los requerimientos del mercado: Seaspac y Med-Mex.

Durante 2005, la Compañía presentó los nuevos servicios de transporte de carga para Asia y la costa oeste de Sudamérica y Norteamérica, los que entraron en operación a partir de enero del 2006. Las nuevas rutas fueron rediseñadas para mejorar los tiempos de tránsito desde Chile a los mercados de Japón y China. 

El 2004 y con el objeto de tener un contacto más cercano con los clientes en los principales mercado atendidos por CCNI, la empresa estableció una oficina regional en Hong Kong con el plan de abrir oficinas propias en los mercados 
asiáticos más importantes. Es así como ese mismo año también se inauguró la oficina en Shanghái.

En 2005, cuando la Compañía celebró sus 75 años de vida, fue un año excepcional para CCNI, ya que se alcanzaron excelentes resultados económicos y financieros de su historia. Se estableció una nueva oficina regional en Europa con sede en Hamburgo, dos nuevas oficinas en China en las ciudades de Ningbo, Qingdao y oficinas en Corea del Sur, una de carácter comercial en Seúl y otra 
operativa en Busán. 

También se renovó la flota de contenedores refrigerados y una parte importante de la flota de contenedores para cargas secas dentro de un plan de renovación para otorgar un servicio de mejor calidad. Además, fueron rediseñados los servicios entre el suroeste de América y Asia, siendo la única Compañía en ofrecer dos salidas semanales en esta ruta con 

## Red de Agencias
CCNI cuenta con una extensa red de agencias para atender las necesidades de transporte marítimo de sus clientes en Asia, Sudeste Asiático, Norteamérica, Centroamérica & Caribe, Sudamérica, Norte de Europa y el Mediterráneo, con más de 200 puntos de venta activos, distribuidos en los 60 países donde ofrece sus servicios. 

El objetivo principal de la red de agencias es entregar una adecuada cobertura para la gestión de la venta global, con un alto nivel de servicio, y garantizar excelentes condiciones para los clientes, lo que se complementa con la gestión de compra de servicios a terceros, la supervisión de la eficiente operación de las naves, la administración del parque de contenedores y la cobranza de fletes.

## Naves

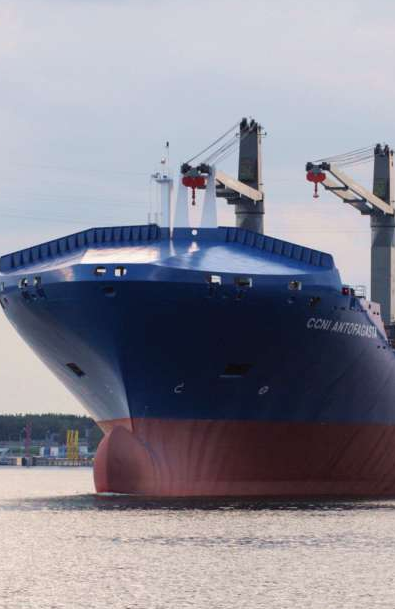
MV. CCNI ANTOFAGASTA

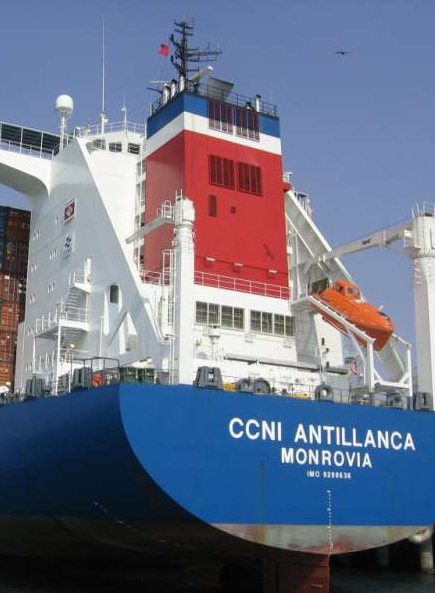
MV. CCNI ANTILLANCA

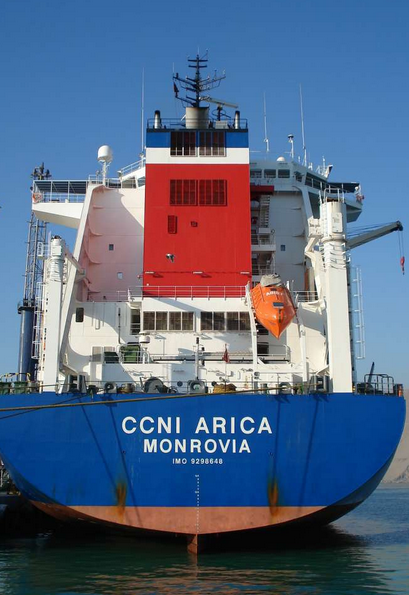
MV. CCNI ARICA

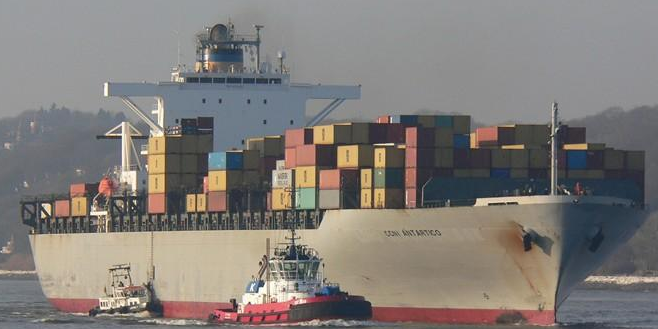
MV. CCNI ANTÁRTICO

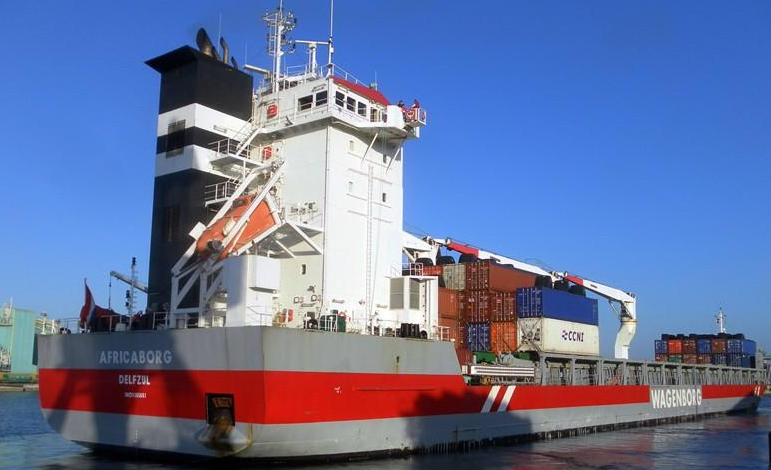
MV. CCNI TOPOCALMA

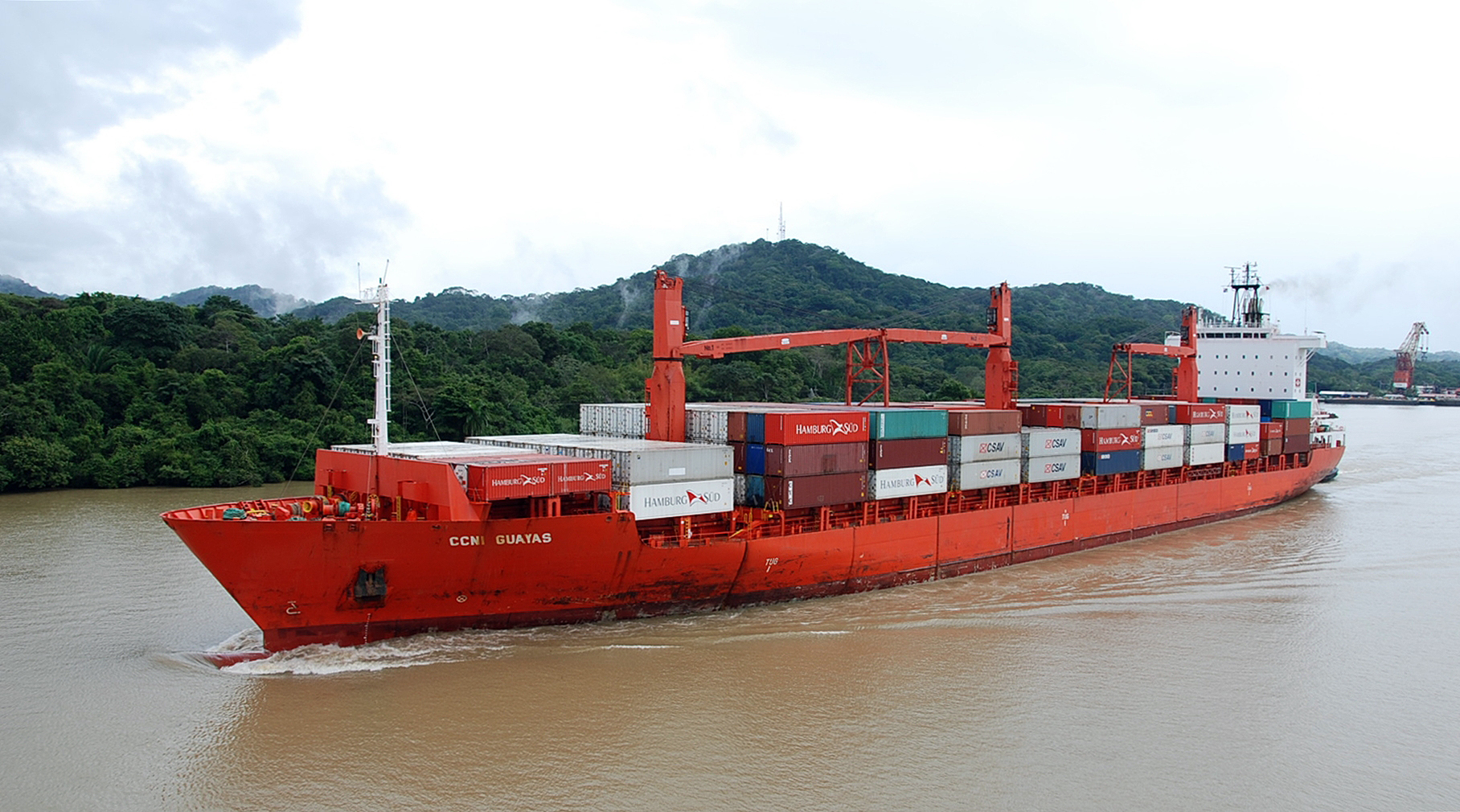
MV. CCNI GUAYAS

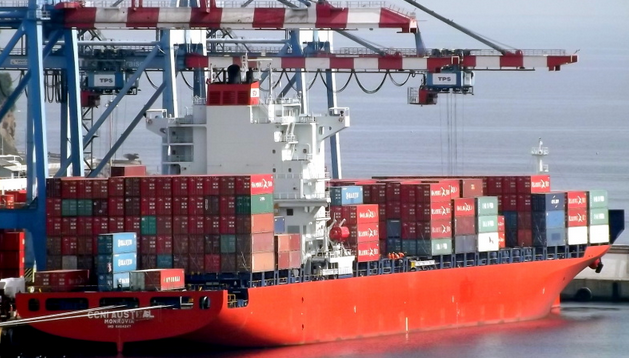
MV. CCNI AUSTRAL

A través de subsidiarias y en sociedad con Peter Döhle Schiffahrts GMBH & Co. KG, posee el 50% de la propiedad de tres naves gemelas portacontenedores. Se trata de tres naves full container, de 37.000 toneladas de peso muerto (DTW) y de 31.000 t de peso neto, con 220 metros de eslora, 32,24 m de manga y con capacidad para 3.100 contenedores", con 500 de ellos del tipo refrigerados y otros 200 estibados en cámaras refrigeradas.

- MV. CCNI ANTILLANCA
- MV. CCNI ARICA
- MV. CCNI ANTOFAGASTA

## Contenedores
Durante el año 2010, CCNI incrementó en un 37,9% la flota de contenedores que operó, comenzando el año con una cantidad de 73.195 TEU y terminando el periodo con una flota de 100.940 TEU. La incorporación de flota está alineada para responder al aumento de capacidad ofrecida en los servicios CCNI durante 2010. 
La flota propia o en leasing financiero alcanza a un 20% del total. En cuanto a la flota refrigerada, se incorporaron 375 nuevas unidades principalmente para cubrir las demandas del nuevo servicio ASIA a la costa este de Sudamérica, de este modo totalizando una cantidad de 4.545 unidades en la flota refrigerada. Con el objetivo de asegurar un buen servicio a los clientes se cuenta con una edad promedio de 5,2 años de las unidades.En cuanto al control del inventario de contenedores, continúa la extensión del sistema CCS (Container Control System) en la red de terminales y depósitos en los que opera CCNI mundialmente.
A fines de 2010, mediante este mecanismo de conexión directa, que mejora la información para la gestión logística, se reciben electrónicamente el 75% de los movimientos de contenedores.

## Servicios

### Americas Service
Servicio “full container” que conecta en forma semanal la costa este de Norteamérica con la costa norte y oeste de Sudamérica. Este servicio opera con 6 naves de 2.500 TEU nominales y 34.000 toneladas DWT. CCNI opera este servicio en conjunto con CSAV y HAMBURGSÜD.

### North Europe Service
Servicio recientemente reestructurado. Esta mejora en el servicio responde a la demanda de nuestros clientes a los cuales servimos en esta ruta, respondiendo de la siguiente manera: Una nueva flota tipo 17.000 DWT la cual posee, dentro sus ventajas, una mayor capacidad de levantamiento de grúa y bodegas Box Shape, que brindan un cuidado extremo de la carga, gracias a una mayor seguridad operativa.

Con salidas cada quince (15) días, que abarca el norte de Europa y la costa oeste de Sudamérica y el Caribe. Transportará fundamentalmente cargas de proyectos y cargas en contenedores. Destaca la transporte de cobre metálico hacia Europa y las cargas de proyectos hacia Sudamérica. Utiliza 5 naves multipropósico 17.000 DWT de 920 TEU nominales. Sercicio operado exclusivamente por CCNI.

### Mediterranean Service
Este servicio transporta cargas entre el Mediterráneo occidental, el Caribe y la costa oeste de Sudamérica, con una frecuencia cada 
once (11) días. En sentido norte transporta carga refrigerada, carga general en contenedores y cobre metálico. En sentido sur, sólo transporta carga en contenedores. Este servicio opera con una flota de 6 naves de 1.700 TEU nominales con 21.100 DWT de capacidad, dos de ellas son operadas por CCNI.

### New Gulf Express Service
Servicio “full container”, que opera con frecuencia semanal. Este servicio rota entre los puertos del golfo de Norteamérica (Houston) 
y México (Altamira y Veracruz), conectando en Cartagena con los principales servicios troncales hacia y desde Europa, Mediterráneo 
y la costa oeste de Sudamérica.

### Intercontinental Container Service
Servicio “full container”, con 11 naves de 4.200 TEU nominales, conecta semanalmente los puertos de Corea del sur (Busán), China (Shanghái, Ningbo, Yantian y Shekou), Hong Kong, Singapur, Sudáfrica (Durban), Brasil (Río de Janeiro, Santos, Río Grande e Itajaí), Uruguay (Montevideo) y Argentina (Buenos Aires)

### China Express Service
Servicio “full container” con frecuencia semanal, con 11 naves entre 3.800 y 4.600 TEU nominales. Sirve el transporte marítimo en gran parte de la Cuenca del Pacífico, cubriendo puertos de Chile (Lirquén, Valparaíso,Iquique y Pto. Angamos), Perú (Callao), México 
(Manzanillo y Lázaro Cárdenas), Corea del Sur (Busán), China (Ningbo, Yantian y Shanghái), Japón (Yokohama) y Hong Kong. Actualmente CCNI opera una nave con capacidad de 5.500 TEU.

### North Asia Express Service
Servicio “full container”, con frecuencia semanal, con 10 naves entre 2.500 y 3.100 TEU nominales, que cubre los principales puertos de Asia (Keelung, Hong Kong, Shanghái, Moji y Busán) y los puertos de la costa oeste de América en México (Manzanillo), Colombia (Buenaventura), Ecuador (Guayaquil) y Chile (Pto. Angamos, Antofagasta y Valparaíso).

## Grupo de Empresas Navieras
Grupo Empresas Navieras S.A. - GEN - es una sociedad de inversiones, controladora de sus subsidiarias directas:
- Compañía Chilena de Navegación Interoceánica S.A. - CCNI
- Agencias Universales S.A. - AGUNSA
- Portuaria Cabo Froward S.A. - FROWARD
- Talcahuano Terminal Portuario S.A. - TTP
- Portuaria Mar Austral S.A. - MARAUSTRAL

A través de ellas participa en otras sociedades que en total suman 113 empresas, tanto nacionales como extranjeras. Además tiene participación en Antofagasta Terminal Internacional S.A. (ATI, Iquique Terminal Internacional S.A. (ITI) y en el Terminal Puerto Arica S.A. (TPA)

## Historia reciente
El pasado 25 de julio la Compañía Chilena de Navegación Interoceánica S.A., ha informado mediante un "hecho esencial" enviado a la Superintendencia de Valores y Seguros de Chile, que el Directorio de la Compañía ha aceptado la oferta de compra realizada por la naviera alemana Hamburg Süd para adquirir su negocio portacontedor en MUSD160.